# Paul Du Bois (sculpteur belge)
 (septembre 2024).
Pour les articles homonymes, voir Du Bois et Paul Du Bois.
Paul Dubois, ou Paul Du Bois de son nom d'artiste, né à Aywaille le 21 septembre 1859 et mort à Uccle le 12 août 1938, est un sculpteur et médailleur belge .

## Biographie
Paul Maurice Joseph Dubois, né le 21 septembre 1859 à Aywaille, est le fils de Hyacinthe Joseph Dubois, rentier, et d'Anna Didot.
Son père, négociant, envisage pour lui une carrière de commerçant, mais comme le jeune homme ne présente aucune disposition favorable, il lui donne l’autorisation de s’inscrire à l’Académie des Beaux-Arts de Bruxelles où il étudie de 1877 à 1883. Il y suit les cours de sculpture puis poursuit sa formation chez Eugène Simonis.
À 23 ans, en 1882, il participe au Salon d’Anvers, et deux ans plus tard, il obtient le Prix Godecharle qui lui permet d'entreprendre quelques voyages formateurs à Paris et à Londres.
Sa rencontre avec Charles Van der Stappen, qui anime un atelier libre, marque le départ d’une profonde amitié. Cet atelier est aussi un lieu de rencontres et de culture qui l’ouvre à d’autres perspectives. 
Il participe au renouveau de l’expression artistique en Belgique et, en 1883, il est un des membres fondateurs du groupe bruxellois d'avant-garde Les Vingt, puis de la Libre Esthétique. À la suite d’Arts & Crafts et au moment de l’émergence des arts décoratifs, il mélange, dans les expositions auxquelles il participe, objets, peintures et sculptures.
À 30 ans, en 1889, il épouse Alice Sèthe, issue d’une famille sensible à l’art et mélomane. Elle a deux sœurs, Maria, qui s’unira à Henry Van de Velde, et Irma qui est violoniste.
Convaincu de la mission sociale de l’artiste, en 1894, aux côtés d’Edmond Picard et d’Octave Maus il est fondateur de la société anonyme L’Art. 

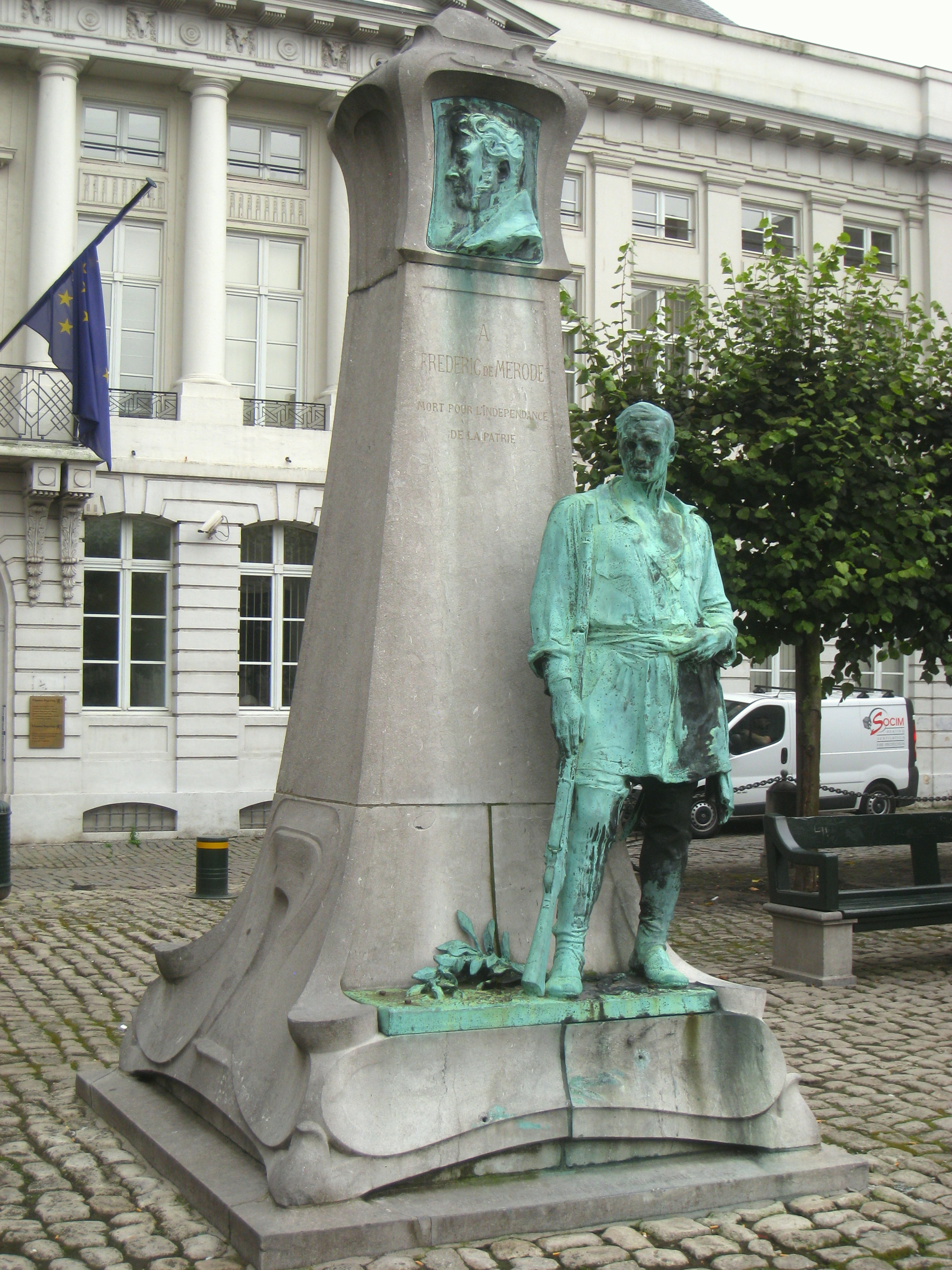
Mémorial à Philippe de Mérode, 1898
Place des Martyrs, Bruxelles

Le Monument à Frédéric de Merode, sur la Place des Martyrs à Bruxelles, épouse les lignes ondoyantes de l’Art nouveau et reçoit un accueil unanimement favorable lors de son inauguration, le 24 septembre 1898.
Paul Du Bois diversifie sa production et passe avec aisance de la sculpture monumentale à la médaille, du buste à la figure décorative ou au bibelot. Il reçoit une médaille d'or pour une sculpture à l'Exposition de Paris en 1900. Certaines de ses sculptures telles que La Renommée (1898) ornent les façades de la Grand-Place de Bruxelles. Pour l’hôtel de ville de Saint-Gilles, il crée L’Électricité (1902-1905) et L’Éloquence et La Fécondité (1904-1905) prennent place au sommet d'une arcade du Cinquantenaire à Bruxelles.
Il est nommé professeur aux Académies de Mons (1900-1929). Son travail très maîtrisé, mais qui manque sans doute d’audace, est reconnu par l’Académie royale de Belgique, où il est élu correspondant de la classe des Beaux-Arts en 1932 et professeur honoraire de l'Académie royale des beaux-arts de Bruxelles.
Le 12 août 1938, il meurt à son domicile de l’avenue Longchamps.

## Œuvre
Son œuvre éclectique se compose de sculptures, médailles, étains, bijoux, bustes, statues, monuments publics et funéraires.
- À Bruxelles :
  - médaille commémorant le Palais de Justice de Joseph Poelaert, 23 décembre 1894 ;
  - monument au comte Frédéric de Merode ;
  - monument à Edith Cavell et Marie Depage, inauguré le 15 juillet 1920 ;
  - Les Quatre Éléments, 1896-1899, dans le parc du Jardin botanique de Bruxelles ;
  - buste de Louis Leclercq, dans une galerie du Palais de justice de Bruxelles[2] ;
  - plusieurs sculptures ornant l’Hôtel de ville de Saint-Gilles.
- À Liège :  
  - statue en pied de Walthère Frère-Orban boulevard d'Avroy.
- À Frameries :
  - statue en bronze d'Alfred Defuisseaux.
- À Mons :
  - monument en bronze à Antoine Clesse érigé en 1932.
- À Arlon : 
  - monument à Étienne Lenoir érigé en 1929 ;
- De nombreux autres monuments érigés sur les places et dans les cimetières d’Ixelles, d’Uccle (docteur Hubert Clerx[3]), Tournai, Huy, ou Liège,
- Ses œuvres sont également exposées dans les musées et bâtiments officiels de différentes villes :  
  - 1892 : buste en marbre d'Auguste Dupont, Conservatoire royal de musique de Bruxelles ;
  - 1893 : Statue en marbre Dame assise, musées royaux des Beaux-Arts de Belgique ;
  - 1911 : buste en marbre Le Printemps, musées royaux des Beaux-Arts de Belgique ;
  - 1914 : buste en bronze d'Henri Warnots, musées royaux des Beaux-Arts de Belgique ;
  - 1914 : statue en marbre du Prince Léopold, Sénat de Belgique.
  - 1927 : buste en bronze de Paul Janson, musées royaux des Beaux-Arts de Belgique ;

## Distinctions
- Grand officier de l'ordre de la Couronne (Belgique).
- Commandeur de l'ordre de Léopold (Belgique).
- Chevalier de la Légion d'honneur en 1896 (France).

## Galerie

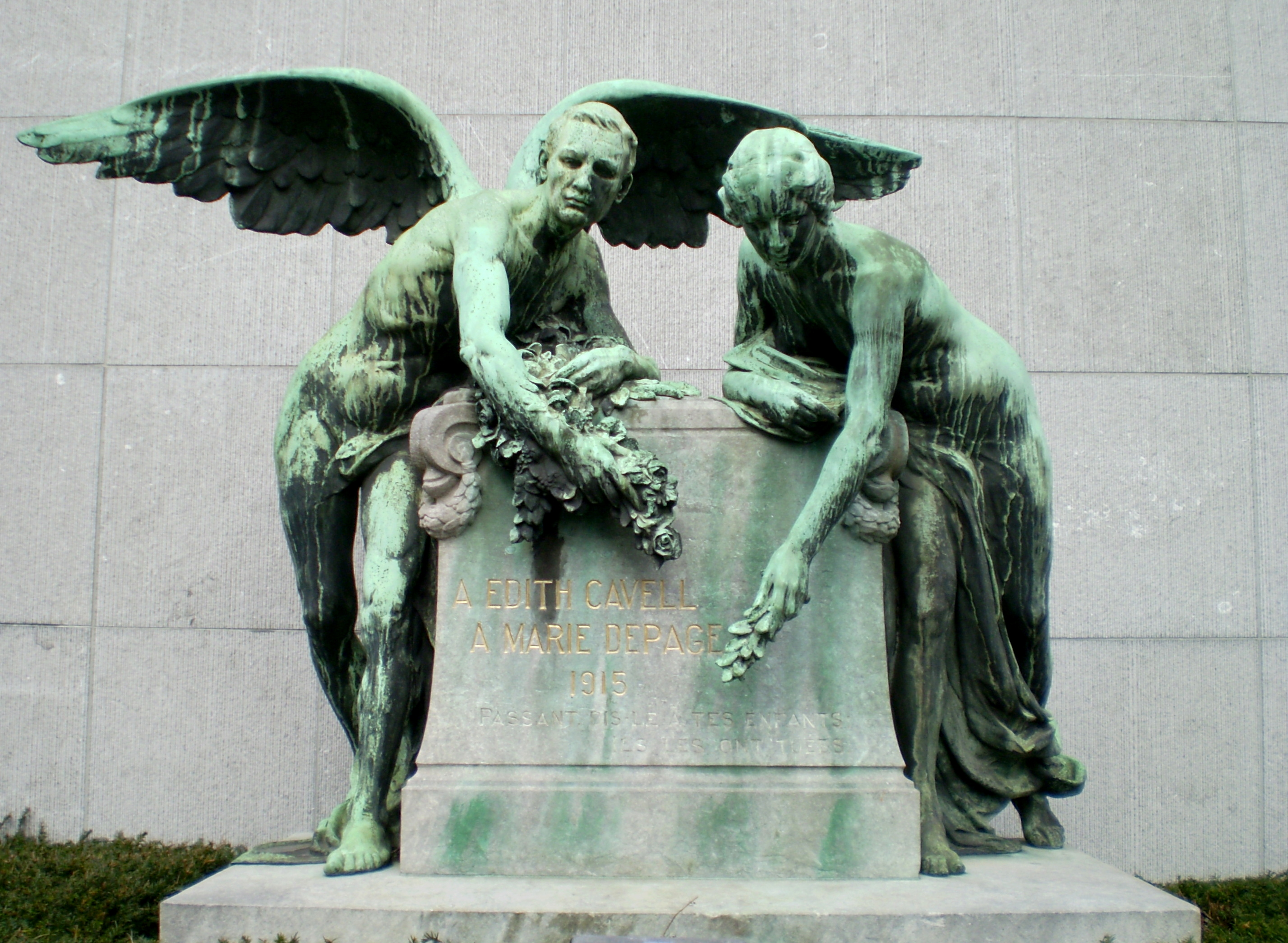
Monument en hommage à Édith Cavell et Marie Depage. 1920.
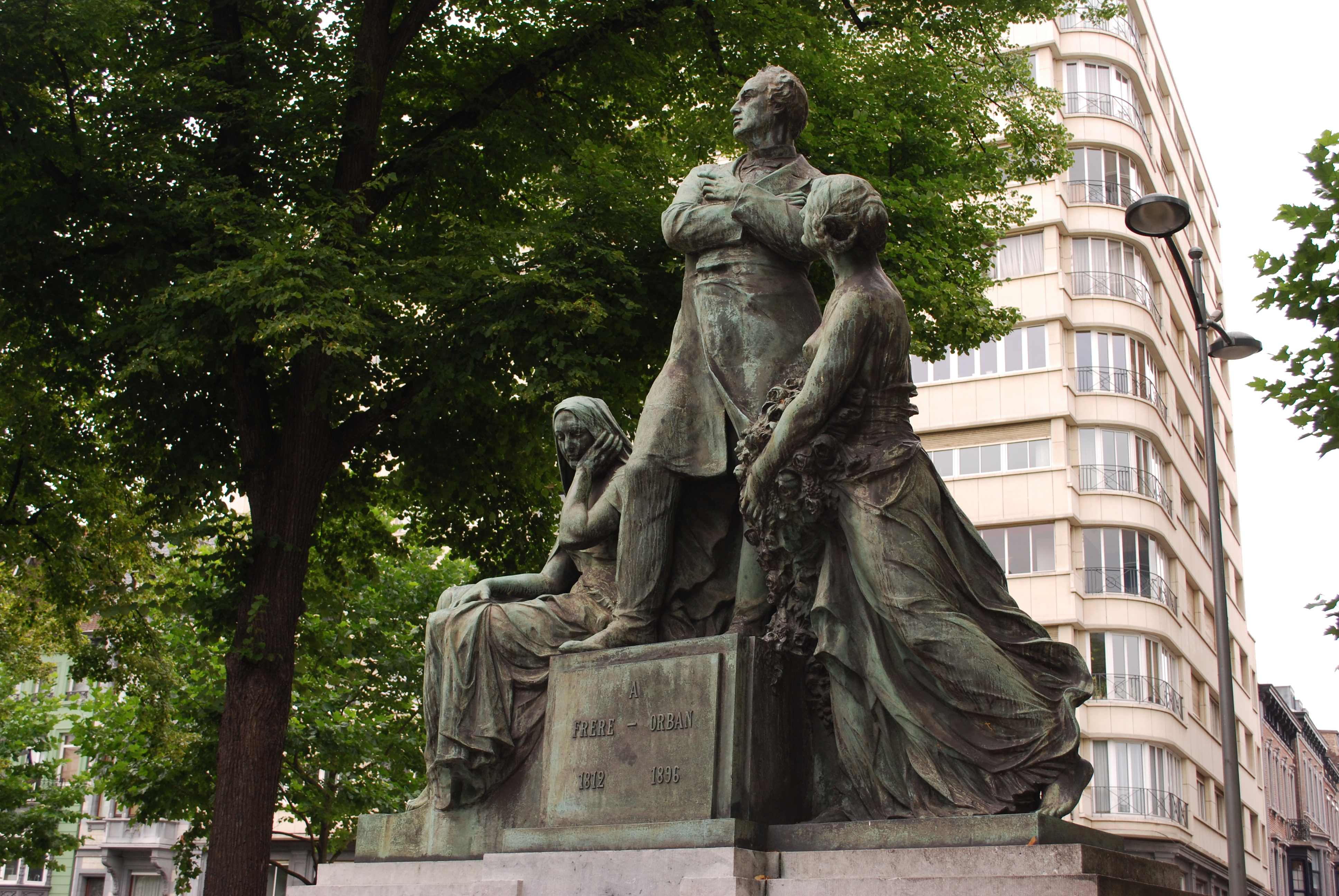
Statue de Walthère Frère à Liège.